# ラオーニ・バルセロス
ラオーニ・バルセロス（Raoni Barcelos、1987年5月1日 - ）は、ブラジルの男性総合格闘家。リオデジャネイロ州リオデジャネイロ出身。レルテ・バルセロス・チーム／ヒーゾRVT所属。元RFAフェザー級王者。元修斗南米大陸フェザー級王者。

## 来歴
柔術家とアマチュアレスラーであった父親の影響で、5歳からブラジリアン柔術、アマチュアレスリングを始める。10代でブラジリアン柔術黒帯を取得。

### 総合格闘技
2015年、プロ総合格闘技デビュー。修斗、LFA等の団体に参戦し、修斗南米大陸フェザー級王座、LFAフェザー級王座を獲得。

### UFC
2018年8月4日、UFC初参戦となったUFC Fight Night: dos Santos vs. Ivanovでカート・ホロボーと対戦し、右アッパーで3RKO勝ち。ファイト・オブ・ザ・ナイトを受賞した。
2018年11月30日、バンタム級転向初戦となったThe Ultimate Fighter: Heavy Hitters Finaleでクリス・グティエレスと対戦し、リアネイキドチョークで2R一本勝ち。
2020年11月7日、UFC Fight Night: Santos vs. Teixeiraでカリッド・タハと対戦し、3-0の判定勝ち。ファイト・オブ・ザ・ナイトを受賞した。
2023年1月14日、UFC Fight Night: Strickland vs. Imavovでバンタム級ランキング11位のウマル・ヌルマゴメドフと対戦し、左フックで1RKO負け。

## 戦績
| 総合格闘技 戦績 | 総合格闘技 戦績 | 総合格闘技 戦績 | 総合格闘技 戦績 | 総合格闘技 戦績 | 総合格闘技 戦績 | 総合格闘技 戦績 |
| --------------- | --------------- | --------------- | --------------- | --------------- | --------------- | --------------- |
| 25 試合         | (T)KO           | 一本            | 判定            | その他          | 引き分け        | 無効試合        |
| 20 勝           | 8               | 3               | 9               | 0               | 0               | 0               |
| 5 敗            | 1               | 1               | 3               | 0               | 0               | 0               |

| 勝敗 | 対戦相手                               | 試合結果                            | 大会名                                                | 開催年月日     |
| ○    | コーディ・ガーブラント                 | 5分3R終了 判定3-0                   | UFC on ESPN 69: Usman vs. Buckley                     | 2025年6月14日  |
| ○    | ペイトン・タルボット                   | 5分3R終了 判定3-0                   | UFC 311: Makhachev vs. Moicano                        | 2025年1月18日  |
| ○    | クリスチャン・キニョネス               | 3R 2:04 リアネイキドチョーク        | UFC Fight Night: Moreno vs. Royval 2                  | 2024年2月24日  |
| ×    | カイラー・フィリップス                 | 5分3R終了 判定0-3                   | UFC on ESPN 50: Sandhagen vs. Font                    | 2023年8月5日   |
| ×    | ウマル・ヌルマゴメドフ                 | 1R 4:40 KO（左フック）              | UFC Fight Night: Strickland vs. Imavov                | 2023年1月14日  |
| ○    | トレヴィン・ジョーンズ                 | 5分3R終了 判定3-0                   | UFC Fight Night: Dern vs. Yan                         | 2022年10月1日  |
| ×    | ビクター・ヘンリー                     | 5分3R終了 判定0-3                   | UFC 270: Ngannou vs. Gane                             | 2022年1月22日  |
| ×    | ティムール・バリエフ                   | 5分5R終了 判定0-2                   | UFC Fight Night: Gane vs. Volkov                      | 2021年6月26日  |
| ○    | カリッド・タハ                         | 5分3R終了 判定3-0                   | UFC Fight Night: Santos vs. Teixeira                  | 2020年11月7日  |
| ○    | サイード・ヌルマゴメドフ               | 5分3R終了 判定3-0                   | UFC Fight Night: Edgar vs. The Korean Zombie          | 2019年12月21日 |
| ○    | カルロス・フアチン                     | 2R 4:49 TKO（パウンド）             | UFC 237: Namajunas vs. Andrade                        | 2019年5月11日  |
| ○    | クリス・グティエレス                   | 2R 4:12 リアネイキドチョーク        | The Ultimate Fighter: Heavy Hitters Finale            | 2018年11月30日 |
| ○    | カート・ホロボー                       | 3R 1:23 KO（右アッパー）            | UFC Fight Night: dos Santos vs. Ivanov                | 2018年7月14日  |
| ○    | ダン・モレット                         | 2R 0:51 KO（パンチ）                | RFA 45 【RFAフェザー級タイトルマッチ】                | 2016年10月28日 |
| ○    | ボビー・モフェット                     | 5分3R終了 判定2-1                   | RFA 39 【RFAフェザー級タイトルマッチ】                | 2016年6月17日  |
| ○    | リッキー・マスグレイブ                 | 3R 4:05 リアネイキドチョーク        | RFA 29 【RFAフェザー級王者決定戦】                    | 2015年8月21日  |
| ○    | ジャマル・パークス                     | 1R 2:31 KO（右ストレート→パウンド） | RFA 23                                                | 2015年2月6日   |
| ×    | マーク・ディックマン                   | 2R 2:06 リアネイキドチョーク        | RFA 14                                                | 2014年4月11日  |
| ○    | テイラー・トナー                       | 5分3R終了 判定3-0                   | RFA 11                                                | 2013年11月22日 |
| ○    | エリナルド・ドス・サントス・ロドリゲス | 1R 3:25 KO（飛び膝蹴り→パウンド）   | Webfight Combat 2                                     | 2013年7月7日   |
| ○    | ジョアン・ヘルディ・ジュニア           | 2R 0:00 TKO（パウンド）             | Web Fight Combat                                      | 2013年1月27日  |
| ○    | ホルヘ・ロドリゲス・シウバ             | 5分3R終了 3-0                       | Shooto Brazil 34 【修斗南米大陸フェザー級王座決定戦】 | 2012年9月21日  |
| ○    | ファブリシオ・バティスタ               | 1R 0:21 TKO（パンチ連打）           | Shooto Brazil 32                                      | 2012年7月14日  |
| ○    | ギルマー・シルバ・ミルホランス         | 1R 1:16 ギロチンチョーク            | Shooto Brazil 29                                      | 2012年4月26日  |
| ○    | ヴィトー・リソ                         | 1R終了時 TKO（ドクターストップ）    | Shooto Brazil 28                                      | 2012年3月10日  |

## 獲得タイトル
- 修斗南米大陸フェザー級王座（2012年）
- LFAフェザー級王座（2015年）

## 表彰
- UFCファイト・オブ・ザ・ナイト（3回）